# Steffen Gross
Steffen Gross (* 2. Januar 1967) ist ein deutscher Poolbillardspieler. Er wurde 2014 Deutscher Meister der Senioren.

## Karriere
Nachdem Gross bei der Deutschen Senioren-Meisterschaft 2010 Neunter im 14/1 endlos wurde, erreichte er bei der 10-Ball-Bundesmeisterschaft das Finale, verlor dieses jedoch mit 2:7 gegen Ralf Wack.
2011 gewann er im 10-Ball die Bronzemedaille und erreichte im 14/1 endlos das Viertelfinale.
2012 erreichte er im 8-Ball das Viertelfinale, in dem er gegen Reiner Wirsbitzki mit 5:6 verlor. Zudem gewann er Bronze im 9-Ball und Silber im 10-Ball.
Anschließend wurde er für die Europameisterschaft nominiert, bei der er bereits 2011 den fünften Platz im 8-Ball erreicht hatte.
Bei der Deutschen Meisterschaft 2013 gewann er Bronze im 8-Ball, nachdem er im 14/1 endlos bereits im Viertelfinale ausgeschieden war. Im 8-Ball-Halbfinale verlor er dabei gegen den späteren Deutschen Meister Guido Gerber mit 6:7. Bei der EM 2014 erreichte er im 8-Ball sowie im 9-Ball das Viertelfinale, verlor jedoch gegen den Österreicher Thomas Radakovits beziehungsweise den Norweger Vegar Kristiansen, der anschließend Europameister wurde.
Im gleichen Jahr gewann er bei der Deutschen Meisterschaft das Finale im 8-Ball gegen Ralf Wack mit 5:7. Im 14/1 endlos hatte er im Halbfinale gegen Thomas Damm verloren, im 9-Ball hingegen schied er bereits im Achtelfinale aus. Im August 2015 gelang ihm bei der Europameisterschaft erneut der Einzug ins 8-Ball-Viertelfinale.
Mit der deutschen Senioren-Nationalmannschaft wurde Gross 2015 Vizeeuropameister.